# Zacharias Werner
Zacharias Werner (Königsberg (Poroszország), 1768. november 18. – Bécs, 1823. január 17.) német költő és drámaíró.

## Élete
Jogi és államtudományi tanulmányait szülővárosának egyetemén végezte, 1793-ban porosz állami szolgálatba lépett és ilyen minőségben 12 évig élt Varsóban. Itt találkozott Julius Eduard Hitziggel aki megismertette a szabadkőművességgel. 1807-ben nagyobb utazásokat tett, mely alkalommal Weimarban Goethével, Interlakenben Madame de Staëllal szoros barátságot kötött. Utóbbi ösztönzésére utazott 1811-ben Rómába, ahol áttért a katolikus hitre és az aschaffenburgi papnevelő intézetbe lépett, ahol tanulmányai végeztével pappá avatták. Innen 1814-ben Bécsbe ment, ahol szónoklataival majdnem olyan hatást ért el, mint annak idején Abraham a Santa Clara (Nachgelassene Predigten, Bécs 1836). Drámái: Die Söhne des Thals (2. rész 1803); legjobb darabjainak egyike: Das Kreuz an der Ostsee (szomorújáték, Berlin 1806); Martin Luther oder Die Weihe der Kraft (uo. 1807), melyet később, mivel protestáns tendenciával írt meg Weihe der Unkraft című darabjában visszavont (1813). Legnevezetesebb darabja, mellyel egy egész új drámai műfajt teremtett meg, a sorstragédiát: a Vierundzwanzigster Februar (Schiksalstragödie, Lipcse 1815). Költői szépségekben bővelkednek: Atilla (Berlin 1808); Wanda, Königin der Sarmaten (Tübingen 1810); Kunigunde die Heilige (Lipcse 1815); Die Mucker der Makkabäer (Bécs 1810). Összegyűjtött művei 15 kötetben jelentek meg, Schütz által írt életrajzával (Grimma 1839–1841).